# Szent László Gimnázium (Budapest)
A Szent László Gimnázium (teljes nevén Kőbányai Szent László Gimnázium, 2011-ig Budapest Főváros X. kerület Kőbányai Önkormányzat Szent László Gimnázium) a főváros egyik nagy múltú, híres gimnáziuma, az ELTE gyakorlóhelye. Kőbánya központjában található. 2008 óta Tehetséggondozó középiskola, 2009 óta a Természettudományok kiváló középiskolája. A Fővárosi Közgyűlés 2014-ben Budapest Márka elismeréssel jutalmazta. Az intézmény a HVG országos középiskolai tanulmányi rangsorában a 43. helyen áll.

## Az épület leírása

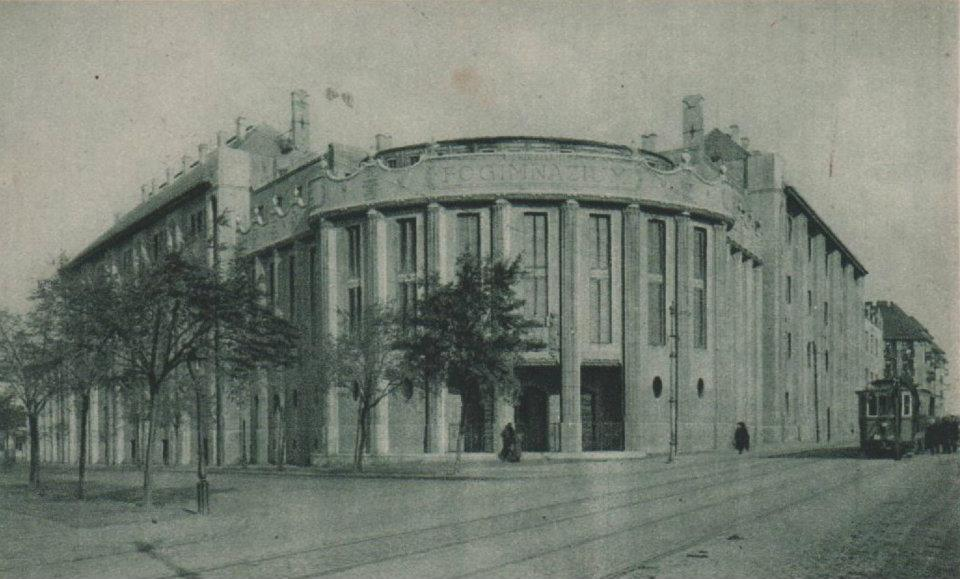
A Szent László Reálgimnázium 1915-ben

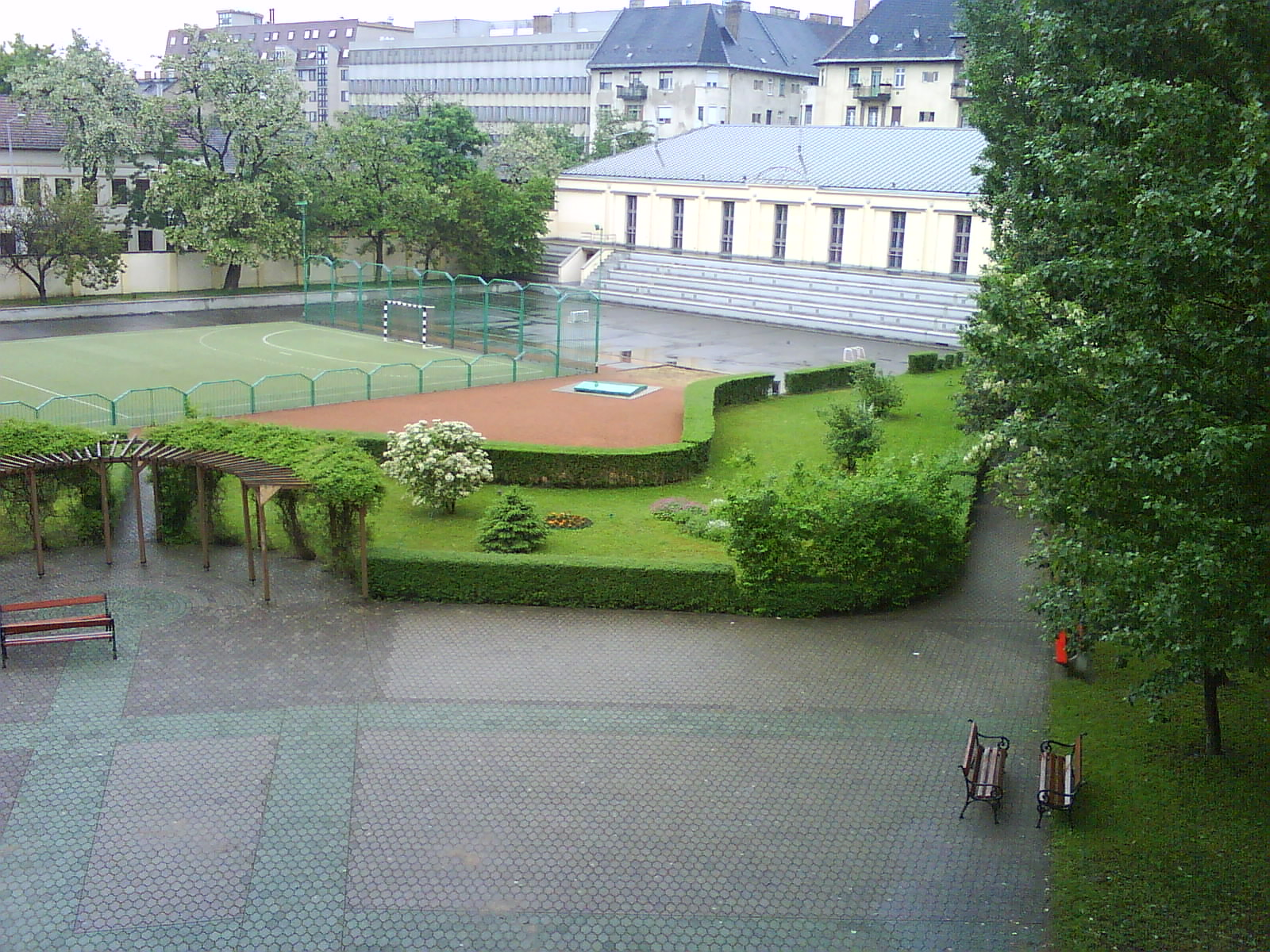
A gimnázium udvara tavasszal

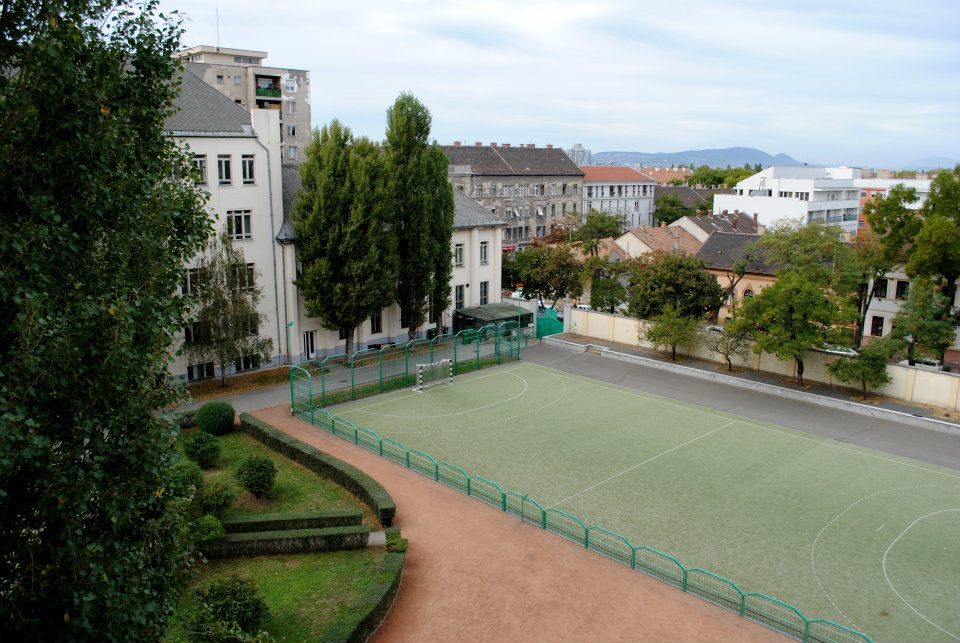
A gimnázium udvara ősz elején

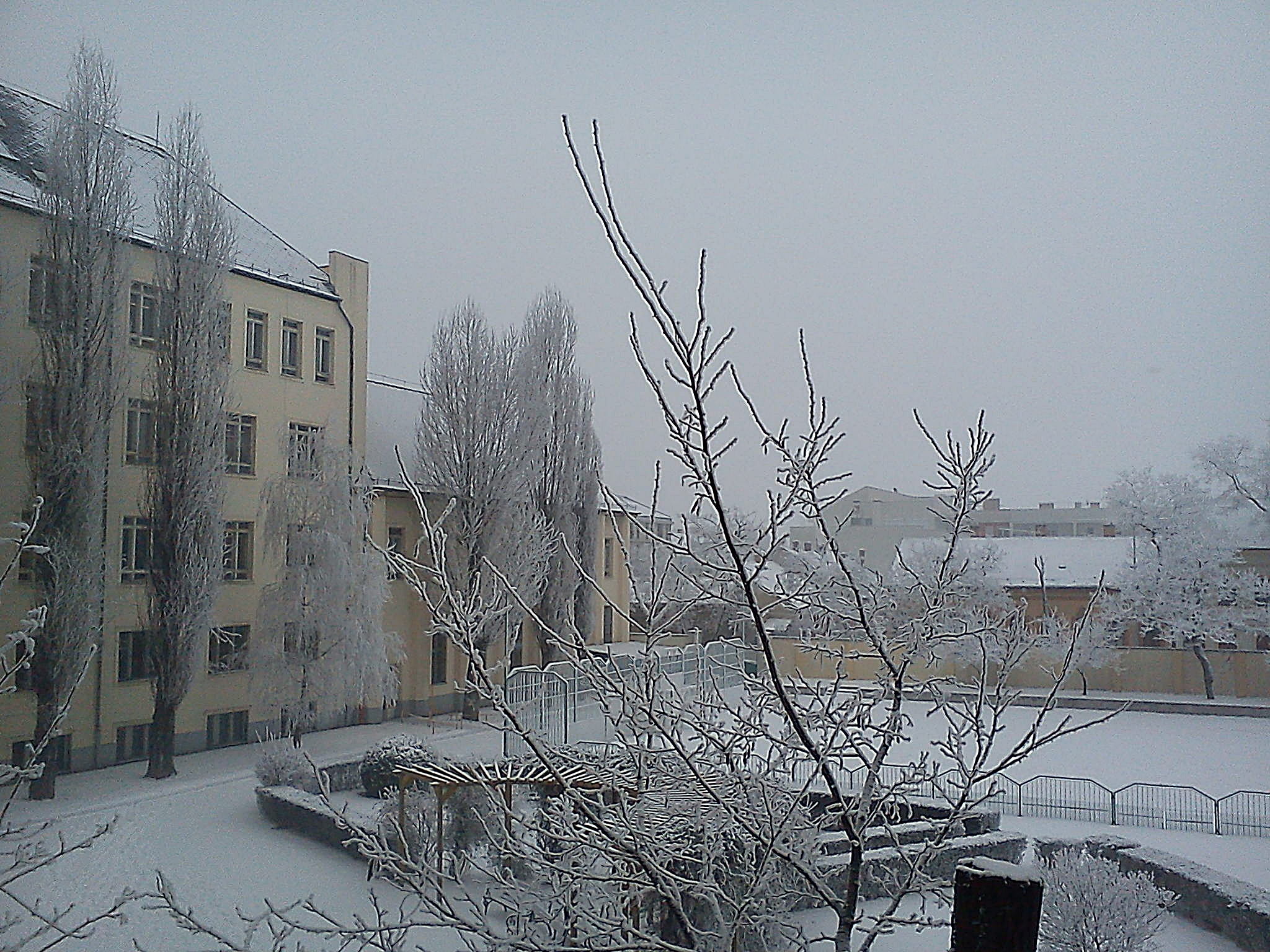
A gimnázium udvara télen

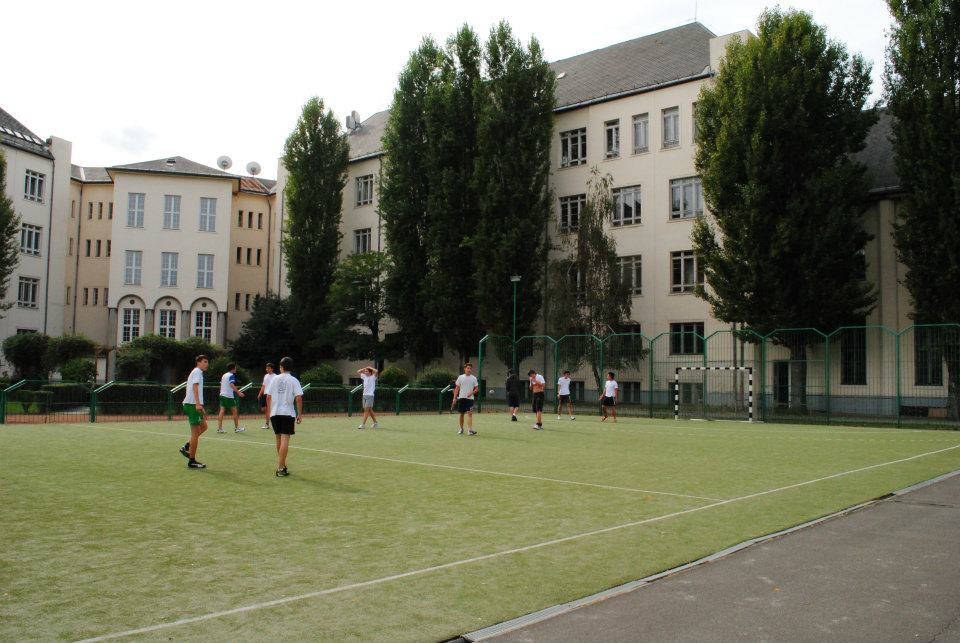
Füves focipálya

A gimnázium épülete 1914–15-ben épült, Lechner Ödön és Vágó József tervei alapján, szecessziós stílusban.
A Kőrösi Csoma Sándor út és az Ónodi utca mellett húzódó két háromemeletes szárnyat egy íves sarokszárny kapcsolja össze. Földszintjén egy nyitott előcsarnok (aula), míg fölötte két emeletnyi magasan a Díszterem található.
A sarokszárny udvar felőli oldalán található a főlépcsőház. Az Ónodi-szárny végén az épület már csupán egyemeletes, míg a Kőrösi-szárny végén az udvar felől három, az utcafront felől kétemeletes. Ehhez a szárnyhoz csatlakozik az 1993-ban átadott tornatermi szárny is.
A belső és külső tereket is kő tagolóelemek, valamint magyaros motívumok díszítik.
Érdekességként említhető, hogy a gimnázium egyetlen tantermének sincs utcára nyíló ablaka, ezzel biztosítva az utcai zajok beáramlásának csökkentését.

## Története
Kőbánya lakossága a 19. század közepétől kezdve rohamos növekedésnek indult, azonban a fővárosban itt volt a legrosszabb az iskolai helyzet: a főváros 167 elemi iskolájából csupán három működött a kerületben, középiskolája egyáltalán nem volt. 1873-tól kezdve azonban a városházán egyre fontosabbnak tartották középiskola alapítását. Ez az alkalom 1904-ben jött el: gimnáziumot kapott Kőbánya, ami a Tisztviselőtelepen nyílt meg. Az Elnök utca és a Rezső utca sarkán álló gimnázium azonban igen rövid életűnek bizonyult.
1907-ben jött el a kőbányai gimnázium alapításának ideje. Az iskolaalapító okirat így rendelkezett:
„Tekintettel arra, hogy a X. kerület kőbányai részében az ifjúság középiskolai képzéséről nincsen kellően gondoskodva, tekintettel viszont a területnek ilyen irányú képzés tekintetében ténylegesen meglevő szükségletére, a VIII. kerületi Állami Gimnáziumnak egy új párhuzamos osztálya a X. kerület kőbányai részében nyíljék meg.”
Az új intézményt a Füzér utca 10., 12. és 13. számú házakban helyezték el, 1907-ben. Ekkor a gimnázium hivatalos neve: X. kerületi Állami Főgimnázium. Ebben az évben 119 tanuló fejezte be itt a tanévet, két elsős és egy másodikos osztályban. 1914-ben tartották az első érettségi vizsgákat.
Az iskolának azonban lassan már túl szűkösek voltak az épületek, ezért Lechner Ödön tervei szerint épült fel a mára már műemlék épület, ahol 1915 óta folyik a tanítás. Az első világháború idején nagy volt a tanárhiány, s a diákság körében is gyorsan terjedtek a forradalmi eszmék, éppen ezért 1919 őszén kemény fegyelmi tárgyalások folytak mind a tanárok, mind a diákok politikai tevékenysége miatt. A háború és a kommün pusztításai után sikerült helyreállítani a rendet, az intézmény visszanyerte tekintélyét.
Az iskola 1921-ben vette fel Szent László király nevét, így Budapesti X. kerületi Kőbányai Magyar Királyi Állami Szent László Főgimnázium, majd 1924-től Budapesti X. kerületi Kőbányai Magyar Királyi Állami Szent László Reálgimnázium lett. A két világháború között fiúgimnáziumként működött, általában két párhuzamos osztállyal.
1938-tól kezdve a latin nyelv mellett német–francia, illetve német–olasz nyelveket tanulhattak a diákok. A helyreállt rendet azonban a második világháború megzavarta. A gimnázium épületébe német katonaság költözött, majd a szovjetek autójavító műhelyt rendeztek be benne. Az iskola hatalmas károkat szenvedett, a tető ledőléssel fenyegetett, minden ablak betört. Az újjáépítésre az államtól 16 000, az üzemektől 20 000 magyar forintot kapott a gimnázium. Egy ideig általános iskola is működött az épületben. Az akkori igazgató, Józsy Ferenc felvette az összes környéken lakó tanárt, akik nem tudtak bejárni régi munkahelyükre, s minden közeli diákot beírattak. Ekkortájt akadt 100 fősnél többet számláló osztály. Először vettek fel leánytanulókat, s egy tanárnőt. A háború utáni pusztítások ellenére befejezték az 1944/1945-ös tanévet, s érettségi vizsgákat is tartottak.
1946-ban megalakult a szülői munkaközösség. Ugyanezen évtől a gimnázium négyosztályossá alakult át. Szerkezete fokozatosan átalakult, melyben a tagozatok kiemelt szerepet kaptak: 1958-ban indult az orosz, majd német, angol és francia tagozat, 1962-től az olasz és a spanyol, 1964-től a lengyel, 1965-től a biológia–kémia, 1967-től a matematika–fizika.
1959-től kezdve konszolidálódott az iskola 1956-os forradalom utáni helyzete. A bukások aránya az 1959-es 16,8%-ról 1974-re 0,9%-ra csökkent.
1969-ben kezdődött meg az első nagy felújítás a második világháború óta: rendbe hozták a tantermeket, előadókat, szertárakat, a tornatermet és az öltözőket. Ekkor vezették be az épületbe a távfűtést is. Minden idegen nyelvnek külön tantermet alakítottak ki, s a kémiának külön laboratóriumot hoztak létre. Ekkor alakult meg a III. emeleti könyvtár is a kupolában.
1969-ben a Déldunántúli Vízügyi Igazgatóság a gimnázium rendelkezésére bocsátott egy területet Balatonmáriafürdőn, azonban ezt 1978-ban kisajátították. A kárpótlási összegből másik telket vásárolt az intézmény Balatonszepezden.
1974-ben hívta életre a gimnázium osztrák és német (később olaszországi német) iskolákkal a Nemzetközi Sporttalálkozót, amelyet azóta minden év őszén, változó helyszíneken, 2011-ig megrendeztek.
Az 1970-es években kezdődtek meg a fakultációk, s ennek első eredménye volt a speciális angol nyelvi tagozat létrehozása, a B szekcióban (1979-ben). A speciális rajz és vizuális kultúra tagozat 1987-ben indult (D szekció). Az egykori biológia–kémia tagozat nyomdokain haladva 1988-ban létrejött a biológia–kémia fakultációs osztály (E szekció).
Az intézményből 1986-ban vált ki a Zrínyi Miklós Gimnázium, amelynek épületében 1984–1986 között a gimnázium kihelyezett tagozatai (G, H, I osztályok) működtek. A különálló épületre (a mai Zrínyi Gimnáziumra) azért volt szükség, mert a '80-as években tetőzött a magyar népesség, s így az 1985–1986-os tanévben az I. László Gimnázium lett az ország legnagyobb létszámú iskolája, 1158 diákkal.
Az iskola ugyan pályázott az olasz két tanítási nyelvű osztály indítására 1987-ben, ezt azonban a pécsi Kodály Zoltán Gimnázium nyerte el. 1988-ban itt is elindult a kísérleti olasz nyelvoktatás az A szekcióban. Az eredmények hatására 1995-ben hivatalosan is magyar–olasz két tanítási nyelvűnek minősítették a szekciót. 1996-ban az iskola vendégül láthatta Oscar Luigi Scalfaro akkori olasz államelnököt.
Az intézmény második rekonstrukciója 1988 és 1995 között volt, a Kőbányai Önkormányzat segítségével, ennek eredményeként adták át 1993-ban az új tornacsarnokot, valamint kialakították a tetőtéri stúdiókat.

### A Szent László Gimnázium igazgatói[7]
- Dr. Viszota Gyula (1907–1917)
- Sajó Sándor (1917–1919)
- Bíró Károly (1919)
- Sajó Sándor (1919–1930)
- Sebes Gyula (1930–1938)
- Józsy Ferenc (1938–1945)
- Faludi Ferenc (1945–1948)
- Dr. Babos Ernő (1948–1950)
- Kertész Dezső (1950–1953)
- Dr. Fekete József (1953–1959)
- Dr. Kovács Péter (1959–1974)
- Farkas István (1974–1992)
- Sárkány Péter (1992-2022)
- Lissák Bertalan (2022-)

### Híres tanárok
- Haász István (1946) rajztanár
- Tihanyi Károly (1914–2006) magyar–latin szakos tanár
- Bognár József (1926-2008) biológia-földrajz szakos tanár; Földes Ferenc-díj (1977), Rátz tanárúr-életműdíj (2005)

### Az intézmény nevének változásai
- X. kerületi Állami Főgimnázium (1907–1921)
- Budapesti X. kerületi Kőbányai Magyar Királyi Állami Szent László Főgimnázium (1921–1924)
- Budapesti X. kerületi Kőbányai Magyar Királyi Állami Szent László Reálgimnázium (1924–1946)
- I. László Gimnázium (1946–1993)
- Budapest Főváros X. kerület Kőbányai Önkormányzat Szent László Gimnázium (1993–2011)
- Kőbányai Szent László Gimnázium (2011 óta)

## Képzés

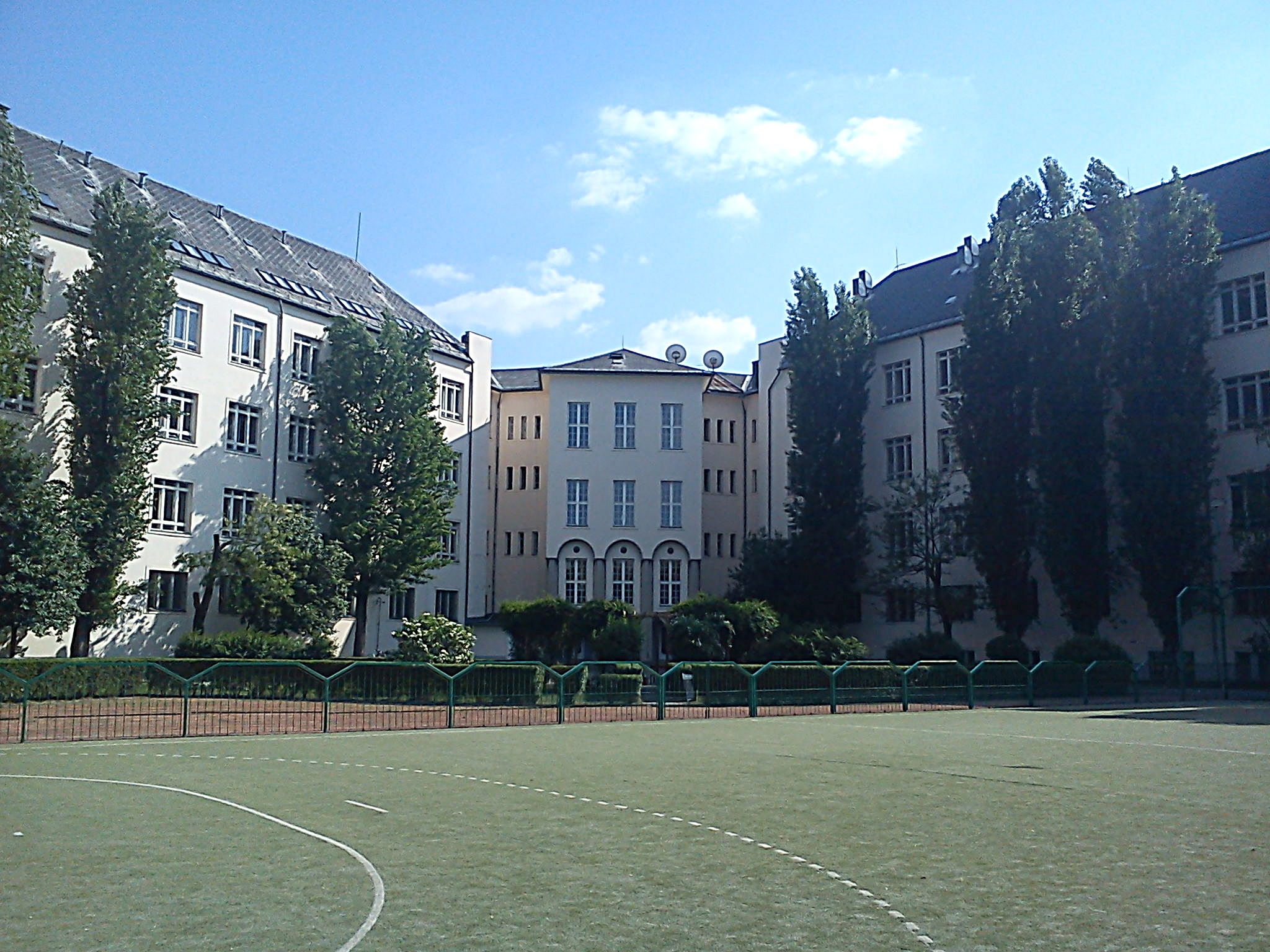
Az épület az udvar felől

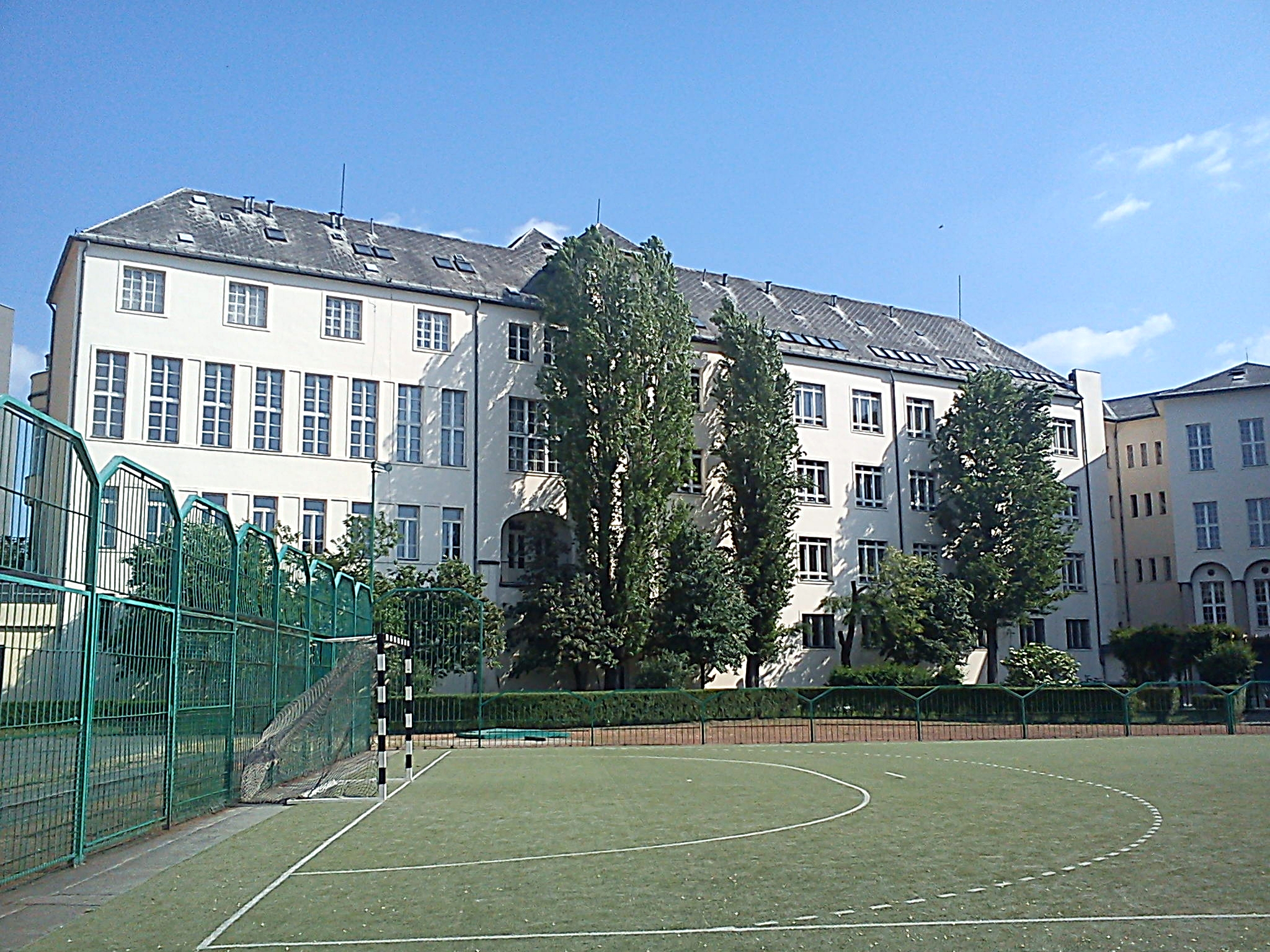
A Kőrösi-szárny

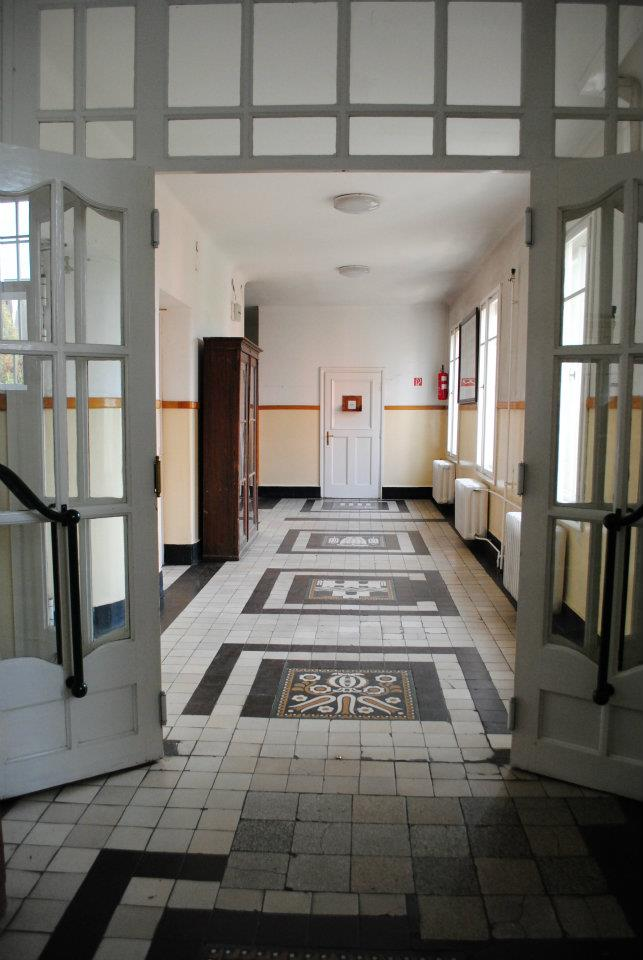
A gimnázium egyik folyosója

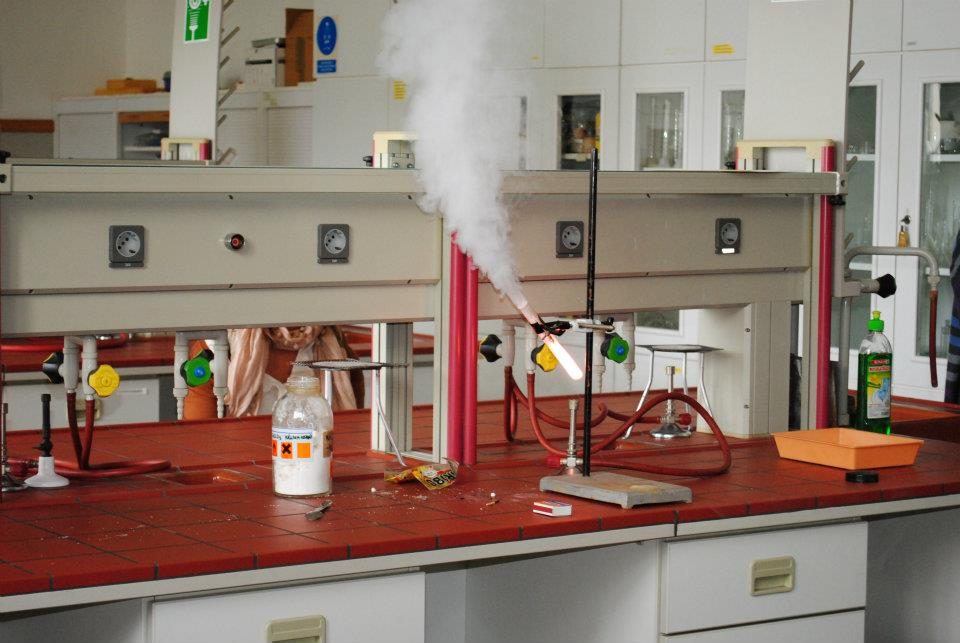
Kémiagyakorló

### Ötéves képzés
- A osztály
  - Magyar-olasz két tanítási nyelvű
- E osztály
  - Emelt szintű természettudományi (biológia, kémia)
- F osztály
  - Emelt szintű informatika
  - Tömegkommunikáció

### Négyéves képzés
- B osztály
  - Speciális angol csoport
  - Emelt szintű matematika és angol nyelvű csoport
- D osztály
  - Emelt szintű angol csoport
  - Emelt szintű rajz és vizuális kultúra csoport
  - Emelt szintű német nyelvi csoport

## Osztályok

### A
Az 'A' osztályok magyar–olasz két tanítási nyelvű osztályként működnek. A képzési idő 5 év, mely úgynevezett nyelvi előkészítő évvel indul, amelynek során a diákok egy biztos alapot kapnak olasz nyelvből. A nyelv oktatása kezdő szintről indul, az első évben heti 12 órában, majd másodikban heti 7 órában, s az utolsó három évben 4-4 órában.
A magas szintű olasz oktatás mellett idegen nyelven tanulják az ide jelentkező diákok a történelmet, földrajzot, matematikát, a civilizációs ismereteket és a művészettörténetet. A nyelvtanulást segítik olasz anyanyelvű tanárok is.
Kötelező legalább két olyan tantárgyból érettségit tenni, melyet a tanulók olaszul tanulnak. Ezzel, s az emelt szintű olasz érettségivel felsőfokú olasz nyelvvizsgát szereznek a diákok, s kétnyelvű érettségit, amelyet Olaszországban is elfogadnak.
A tagozat sikerességét mutatja, hogy az 1970 májusában látogatást tett az intézményben Aldo Moro később meggyilkolt olasz miniszterelnök (külügyminiszterként), majd az 1997-ben Oscar Luigi Scalfaro, akkori olasz államelnök.

### B
A 'B' osztályokban három tagozat működik.
- A speciális angol nyelvi csoportban magas szintű angoloktatás folyik, haladó szintről, heti 6-8 órában. Cél a felsőfokú angol nyelvvizsga. A képzést angol anyanyelvű tanár is segíti.
- Az emelt szintű matematika és angol nyelvi csoportban a matematikán van a hangsúly. Az ide jelentkezőknek mindig heti 2-vel több matematikaórájuk van a héten, mint az általános képzésűeknek. Az angol nyelv kötelező mindenki számára, átlagosan heti 5 órában.
- Az emelt szintű angol nyelvi csoportban átlagosan heti 5 angolóra van egy héten. Nem ad olyan magas szintű oktatást, mint a speciális tagozat, de többet ad, mint egy általános képzés.

### C
A 'C' szekció a fokozatos átszervezések (nyelvi előkészítő kialakítása az E és F szekciókban) eredményeképp ideiglenesen megszűnt. 2011-ben ballagott el egy C osztály, miután legközelebb 2016-ban indult újra, emelt angol és emelt angol-matematika összetételű osztállyal. 2021-től ismét változtattak a közösségen, az osztály fele magyar-történelem tagozatos lett, a másik fele megmaradt emelt matekosnak. Ezek az osztályok pedig 2 évig indulnak, 2 évig nem.

### D
A 'D' osztályokban három tagozat működik.
- Az emelt szintű rajz és vizuális kultúra csoportban emelt szintű művészeti oktatás zajlik, speciális rajzoktatással. Az első kötelező idegen nyelv mindenki számára az angol.
- Az emelt szintű angol nyelvi csoportban átlagosan heti 5 angolóra van egy héten. Nem ad olyan magas szintű oktatást, mint a speciális tagozat, de többet ad, mint egy általános képzés.
- Az emelt szintű német nyelvi csoportban haladó szintről kezdődik az oktatás, olyanok számára, akik már általános iskolában tanultak németül.

### E
Az 'E' osztály emelt szintű természettudományi osztályként működik. A képzés 5 éves, nyelvi és informatikai előkészítővel indul. Az előkészítős tanévben heti 17 órában idegen nyelvet tanulnak az ide jelentkezők (heti 11 angol, heti 6 második nyelv), és heti 3 órában informatikát. A biológia az öt év során végig emelt szintű, míg a kémia csak az első három évben kötelező, ám lehetséges az utolsó két évben is emelt szinten tanulni. Alapítványi osztályként működik. Egy tanév 8000 HUF (2023-2024 tanévben) . A befizetett összegből a jó tanulók kb. 4,5-ös átlag felett ösztöndíjat kapnak.

### F
Az 'F' osztályokban két tagozat működik. A képzés 5 éves.
- Az emelt szintű informatika csoportban a 9. osztály úgynevezett nyelvi és informatikai előkészítő év. Heti 12 órában idegen nyelv (8 angol, 4 második nyelv), heti 5 órában informatika. A következő 4 évben heti 4 óra informatika van.
- A tömegkommunikáció tagozaton a 9. osztály nyelvi és informatikai előkészítő év. A következő 4 évben heti 4 órában szakmai tárgyak vannak. Magas hangsúlyt fektetnek a fotózásra és az írásra. A képzés egyik fontos része a televíziózásban szerzett gyakorlat is: az alsóbb éves diákok a Zugló TV-nél (ZTV) (Kamasz Csatorna), míg a felsőbb évesek az ATV-nél dolgozhatnak.

## Rangsor
| év       | 2020 | 2021 | 2022 | 2023 |
| -------- | ---- | ---- | ---- | ---- |
| helyezés |      |      | 54   | 43   |

## A tanév menete

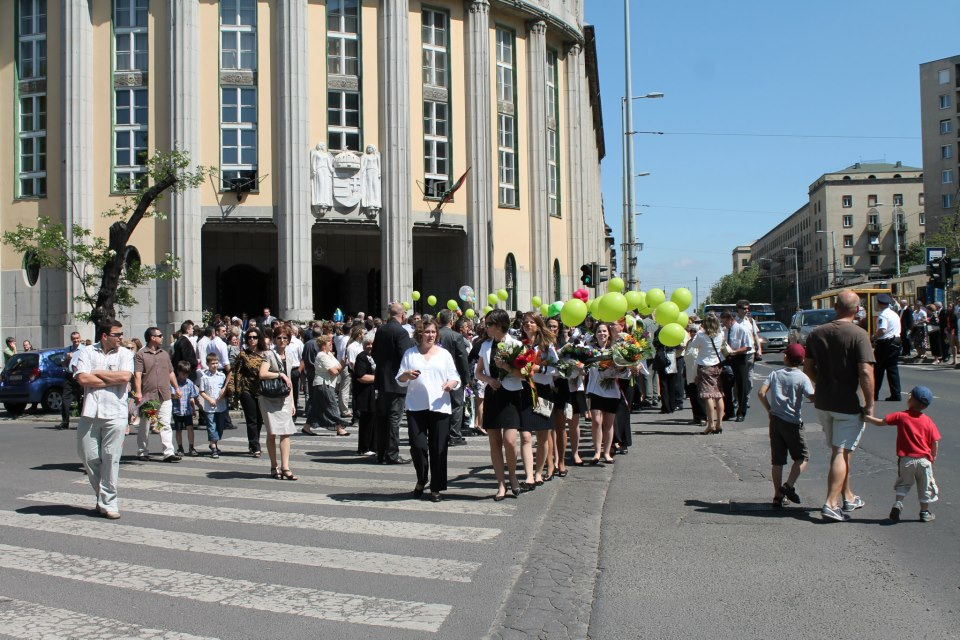
Ballagási menet a gimnázium előtt

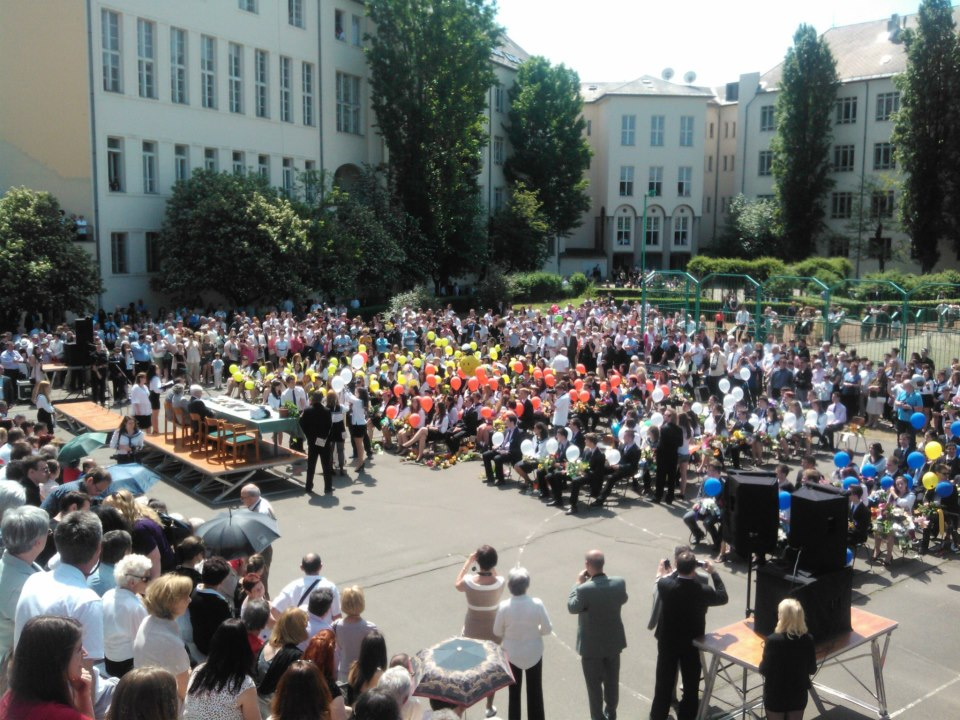
Ballagási ünnepség

- tanévnyitó ünnepség (szeptember első munkanapja)
- osztálykirándulások (szeptember második hete)
- Diákparlament (szeptember vége vagy október eleje)
- Nemzetközi Sporttalálkozó (október folyamán)
- nyílt napok általános iskolások részére (november közepe)
- Gólyabál (november folyamán)
- Szalagavató Bál (december folyamán)
- sítábor (január elején)
- diákigazgató-választási kampány (február közepe)
- UNESCO-műsorok (március vagy április folyamán)
- Lászlós Hét és Lászlós Nap (március vagy április folyamán)
- ballagás (április utolsó vagy május első péntekén)
- Tojásbuli (május közepén)
- budapesti városnézés a 9. évfolyamosoknak (május-június folyamán)
- Kerti Party (június elején)
- utolsó tanítási nap és gyermeknapi műsor (június közepén)
- évzáró ünnepség (június végén)

## Nyelvtanítás
Egykoron a gimnáziumban tanították a legtöbb nyelvet az országban, 12 idegen nyelv közül választhattak a diákok: orosz, angol, német, olasz, francia, spanyol, japán, koreai, lengyel, latin, portugál és eszperantó. Mára megmaradt az angol, német (emelt tagozatokban is), olasz (kéttannyelvűben is), spanyol, francia, orosz, latin és japán szakköri szinten. Az egykori francia–spanyol és a lengyel tagozat megszűnt. Utóbbi a kerületben élő jelentős lengyel kisebbség miatt jöhetett létre, ám megcsappant a jelentkezők száma, ezért szűnt meg.[forrás?]

### Első idegen nyelv
Az első idegen nyelvet a tagozat kiválasztásával döntik el a tanulók. Az A osztályban ez mindenkinek az olasz, a B, E, F osztályokban az angol, a D-ben angol az emelt rajzon és emelt angolon, német az emelt németen.

### Második idegen nyelv
Második idegen nyelvként a tanulók a következők közül választhatnak: angol, francia, latin, német, olasz, orosz és spanyol. Az oktatás sávos rendszerben zajlik. A sávok az E-F-nek és az A-B-D-nek vannak közösen kialakítva. Az E-F sávosok 9. osztálytól 12. osztályig tanulják heti 4 órában a második nyelvet, míg az A-B-D sáv 10.-től 12.-ig, szintén heti 4 órában.

## Megközelítés

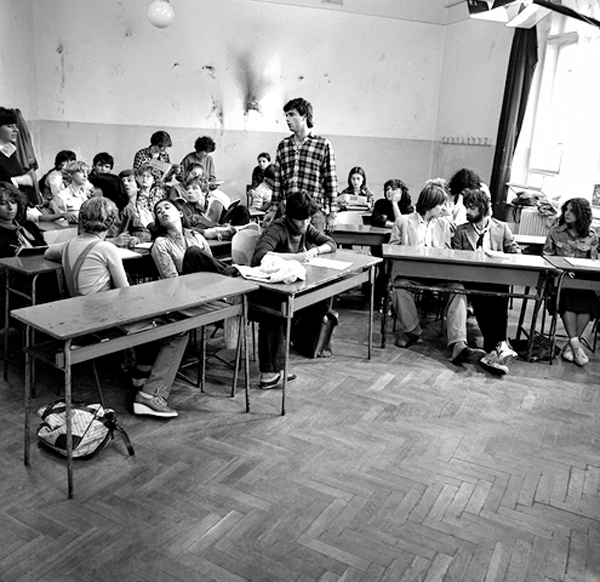
A Ballagás című film egyik, az iskolában felvett jelenete

Kőbánya központjában, könnyen megközelíthető helyen fekszik. Az iskola előtt áll meg a 3-as, 28-as, 28A, 62-es, valamint a 62A villamos. Továbbá a közelben áll meg a 85-ös, a 162-es, a 162A, a 185-ös és a 262-es busz, távolabb a 37-es és 37A villamos. Két vasútállomás is található a környéken: Kőbánya felső és Kőbánya alsó, így a vidékről bejáróknak is kedvező helyen van.

## Érdekességek
- Az 1980-ban forgatott Ballagás című film egyes jeleneteit az iskolában, valamint annak udvarán forgatták.
- A TNT együttes Bele vagyok zúgva című slágeréhez a klipet a gimnáziumban forgatták.[15]
- Az 1999-ben forgatott A napfény íze című sokszoros díjnyertes Szabó István-film vívójeleneteit szintén az iskolában vették fel.
- A 2009-ben forgatott Made in Hungaria című film egyes jelenetei az iskola folyosóin és termeiben forgatták.
- Dzsúdló 2019-es LEJ című slágerének klipjét a gimnázium aulájában és az épület körül forgatták.

## Híres diákjai
- Ádám Anikó (1959)
- Dr. Baross Gábor (1930–2009)
- Daróczi Dávid (1972–2010)
- Dudás Előd (1987)
- Düki (1990)
- Gyarmathy Lívia (1932–2022)
- Dr. György István (1959)
- Kálmán Alajos dr. (1935-2017)
- Komjáti Zoltán (1930-1985)
- Kovács István (1970)
- Kozma Orsolya (1976)
- Michelberger Pál (1930–2014)
- Moldova György (1934–2022)
- Nagy Feró (1946)
- Palkovits Miklós (1933)
- Pap Vera (1956–2015)
- Pálmay Lóránt (1929–2012)
- Pély Barna (1975)
- dr. Pirnát Antal (1930–1997)
- Podani János (1952)
- Póka Egon (1953–2021)
- Révész Máriusz (1967)
- Rockenbauer Pál (1933–1987)
- Rózsa Zoltán (1930–1996)
- Rózsa-Flores Eduardo (1960–2009)
- Ruzsa Dóra (1983)
- Sebestyén András (1957)
- Som Lajos (1947–2017)
- Szupkay Viktor (1971)
- Wéber Helga (1983)
- Zsíros Tibor (1930–2013)
- Giró-Szász András (1970)
- Gréczy Zsolt (1964)
- Bartha Bence László
- Orsolya-Székely Ábel
- Borsi Flóra[16]
- Galbenisz Tomasz (1963)
- Balázs Géza (1959)
- Hofi Géza (1936–2002)

## Képgaléria

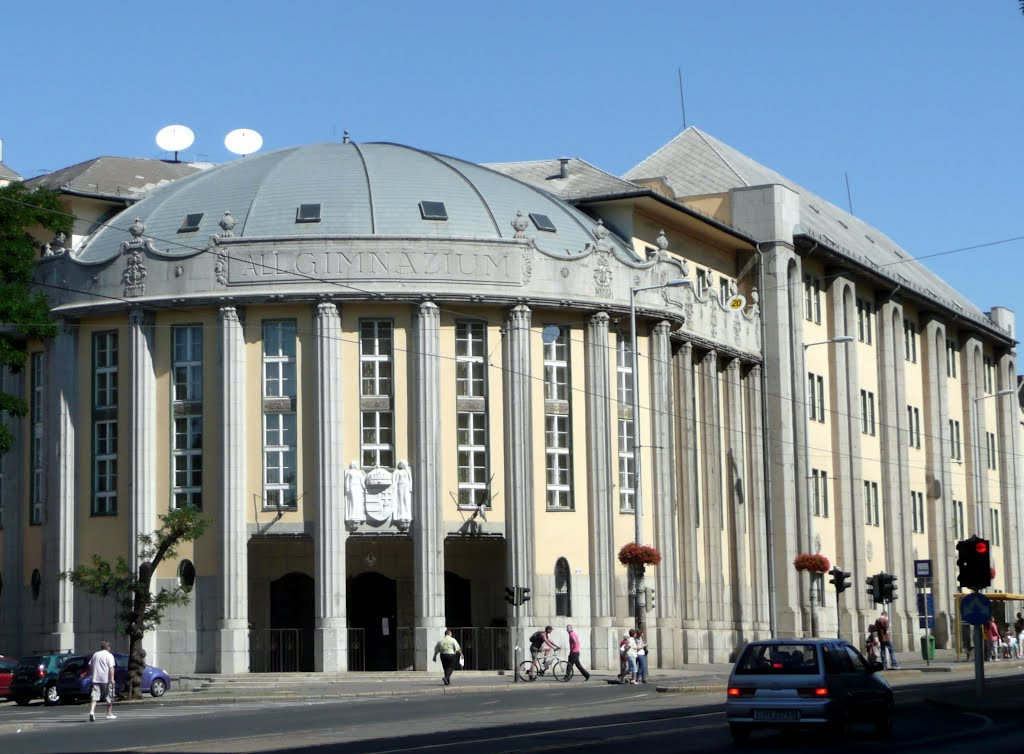
Az iskola épülete
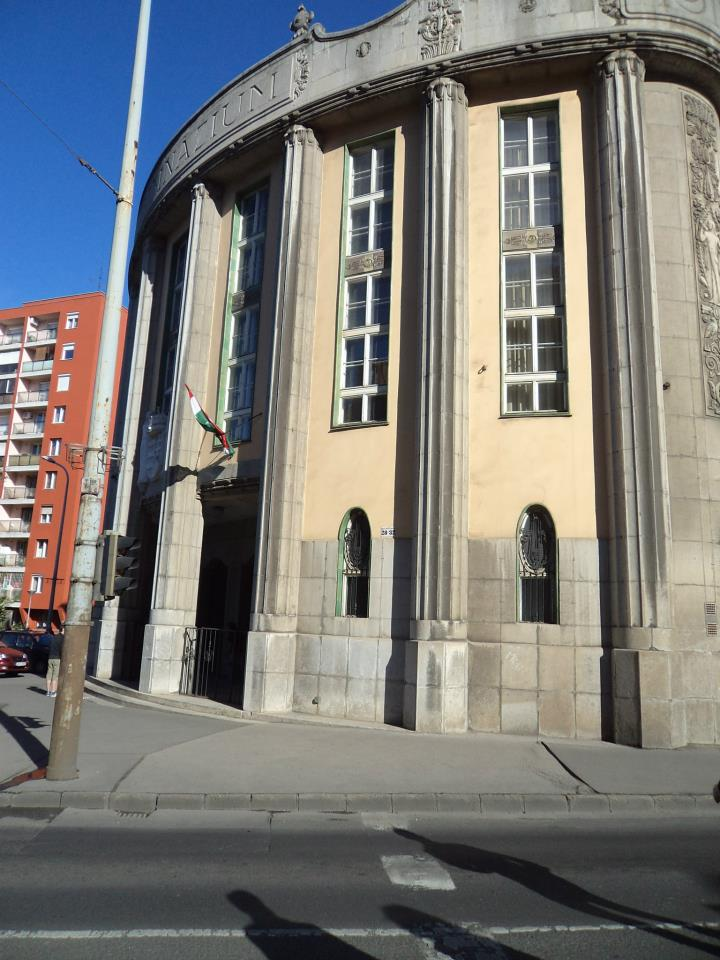
A főbejárat a Kőrösi Csoma Sándor út felől
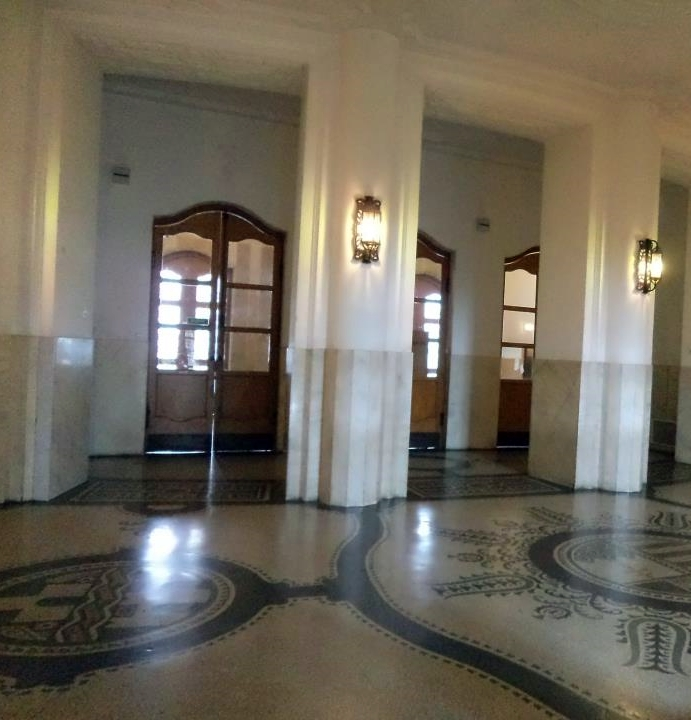
A földszinti aula
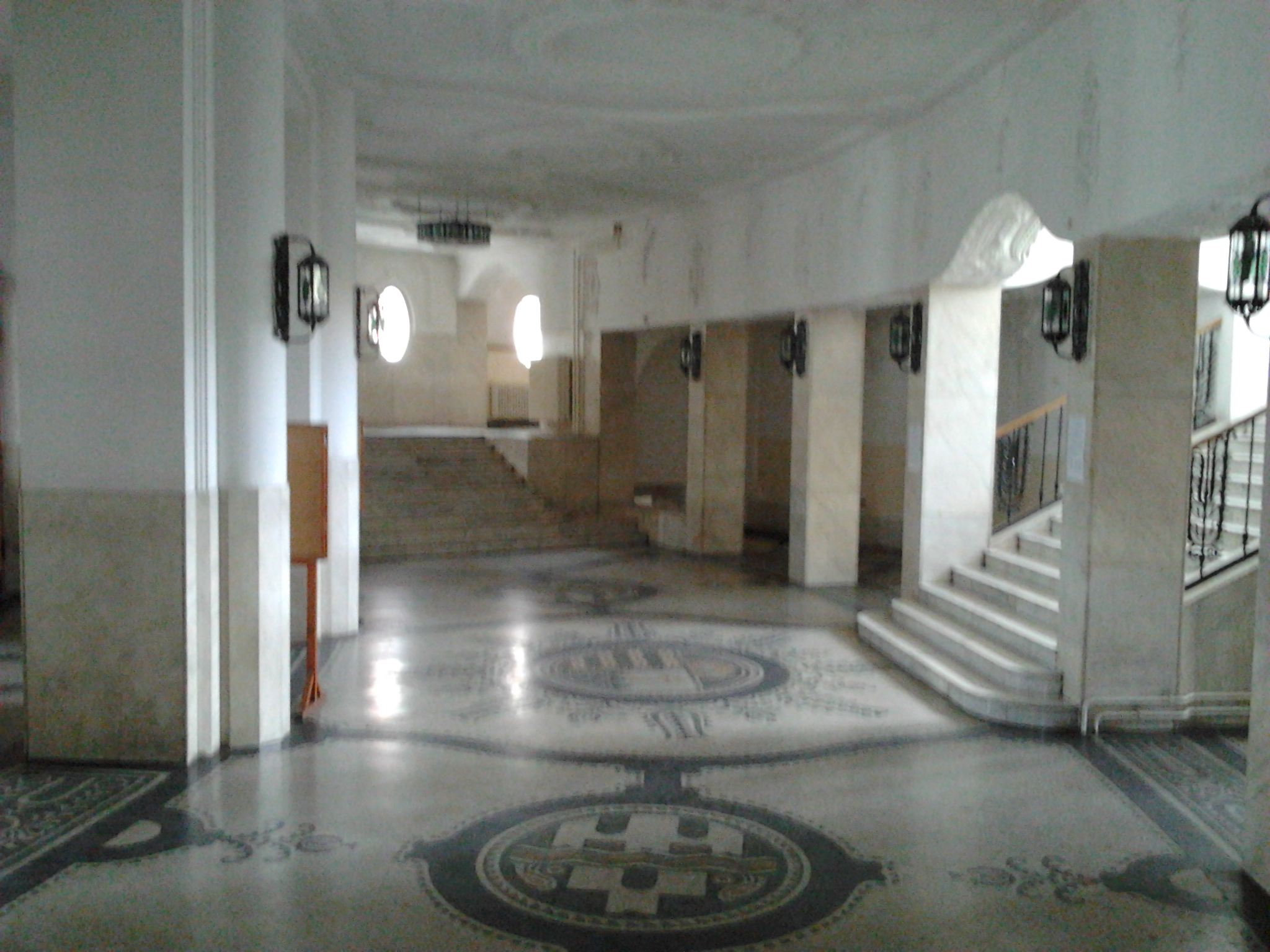
A földszinti aula
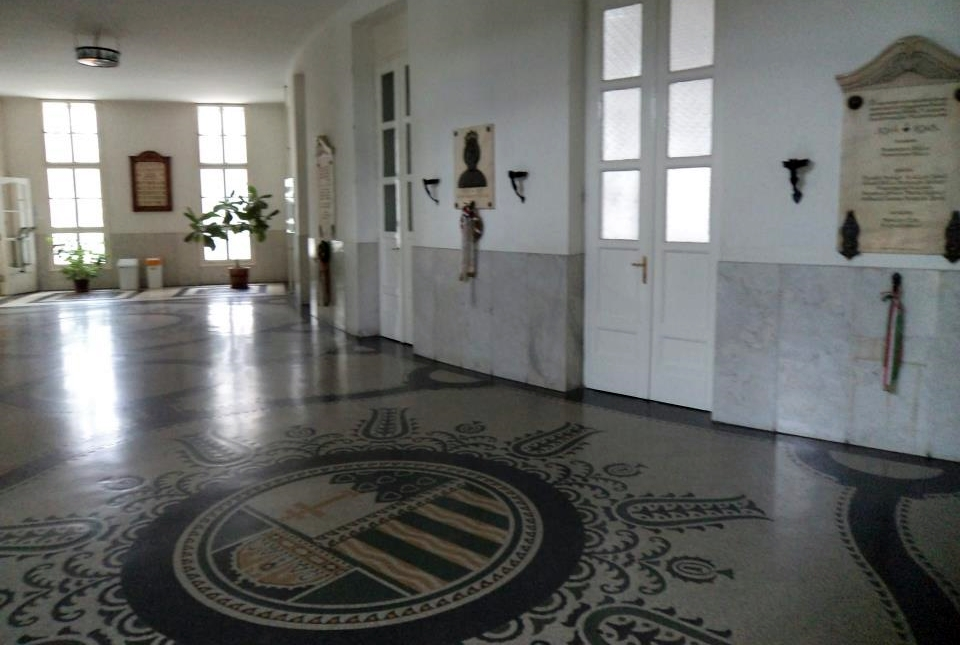
Az első emeleti aula
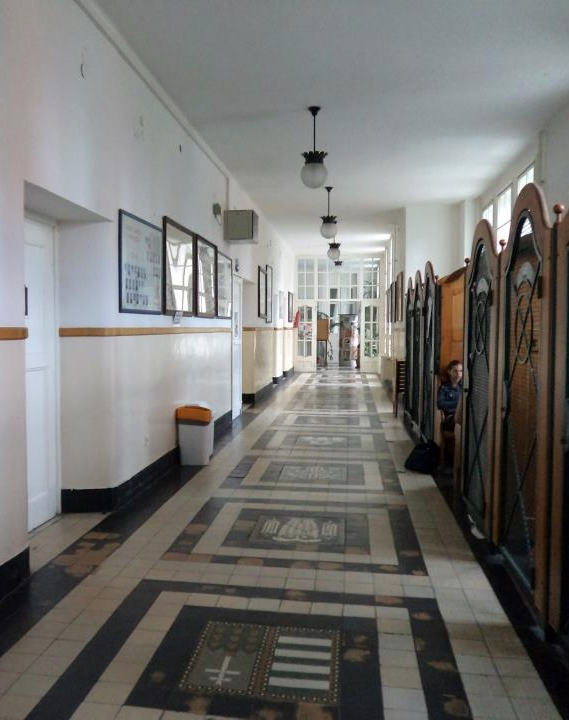
Ónodi-szárny, I. emelet
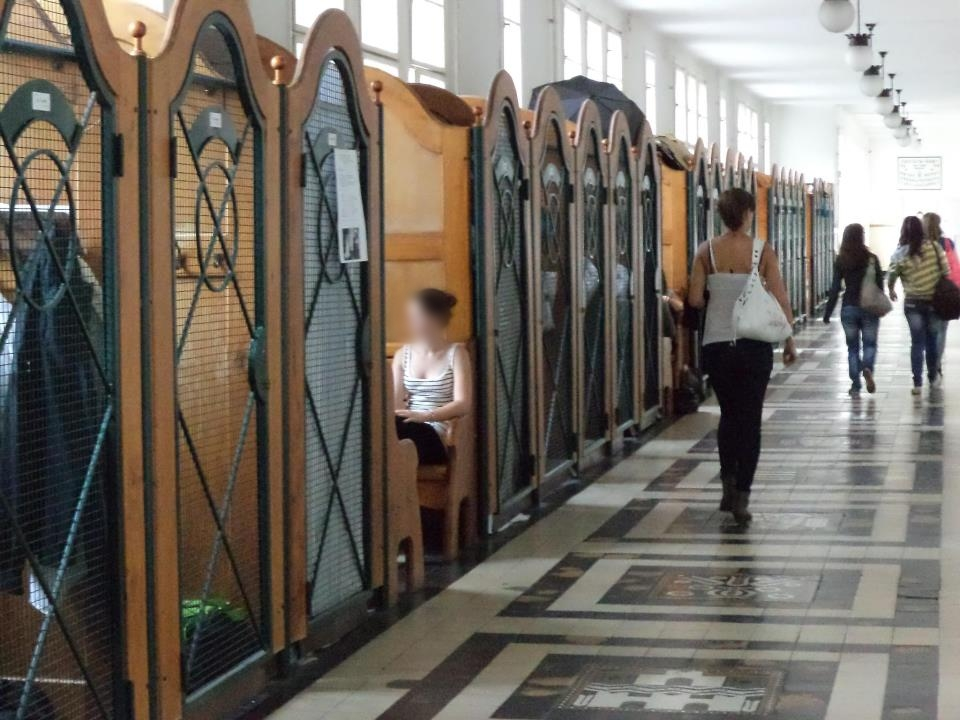
Ónodi-szárny, I. emelet
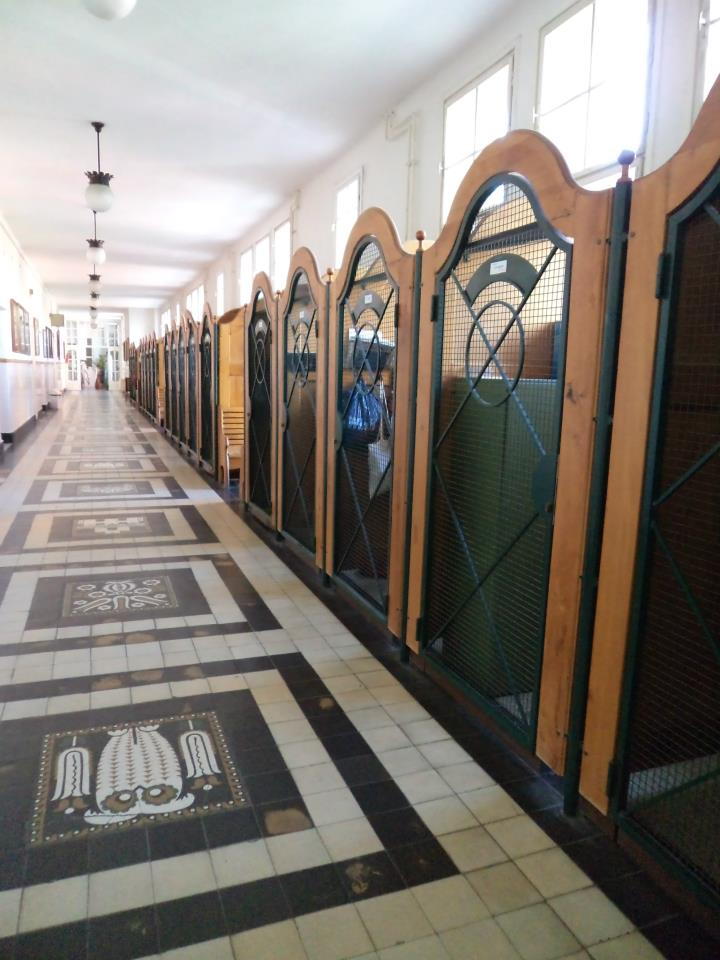
Ónodi-szárny, I. emelet
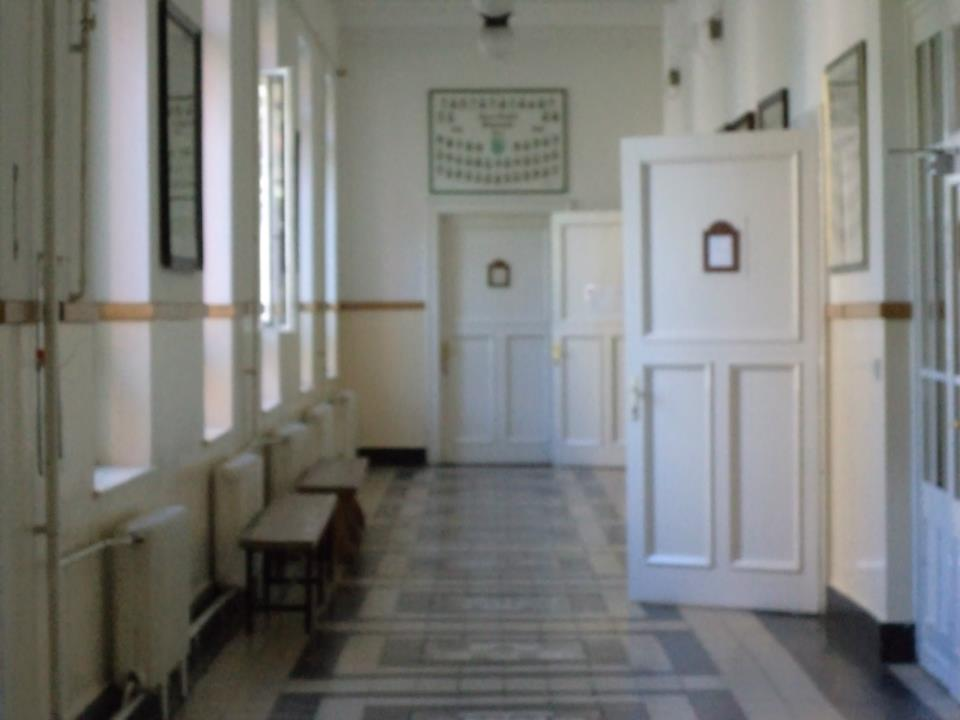
Az Ónodi-szárny vége
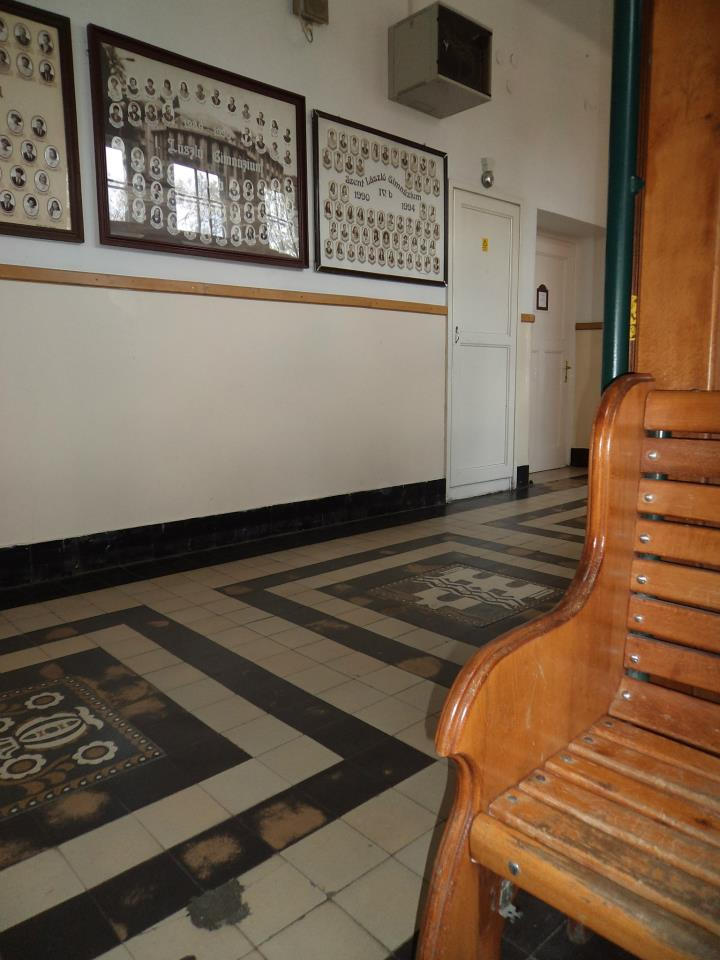
Ónodi-szárny, I. emelet
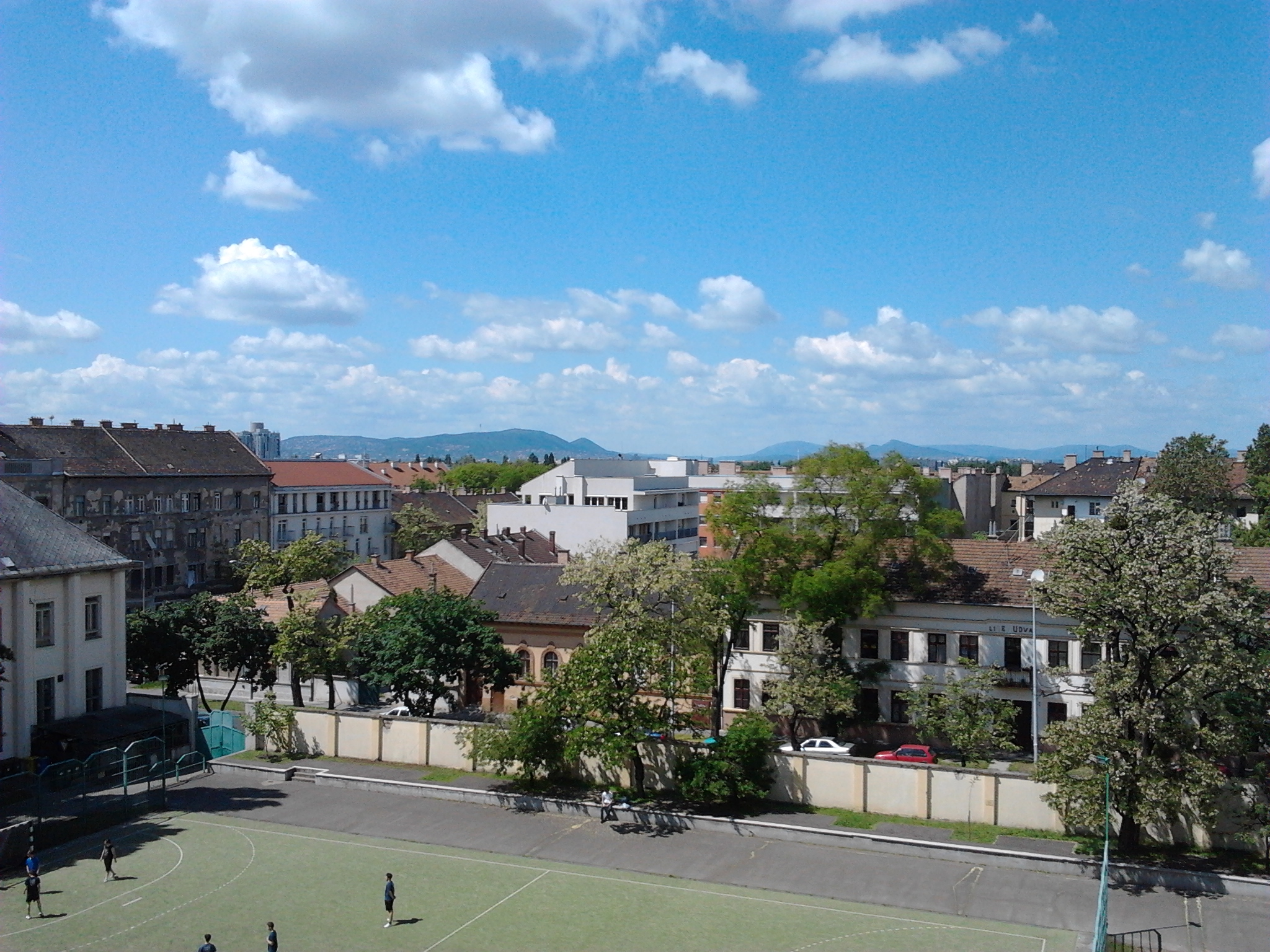
Kilátás a III. emeletről
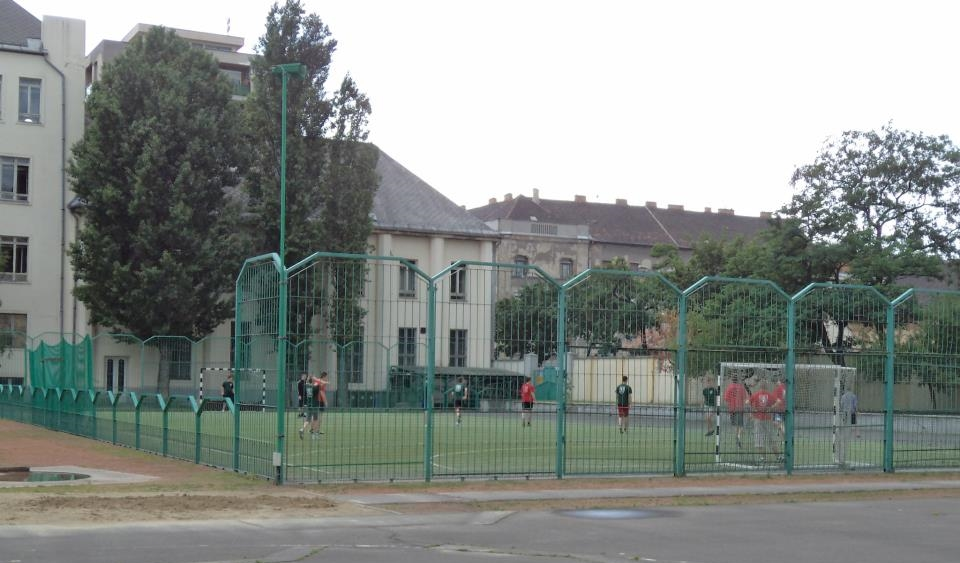
A műfüves focipálya
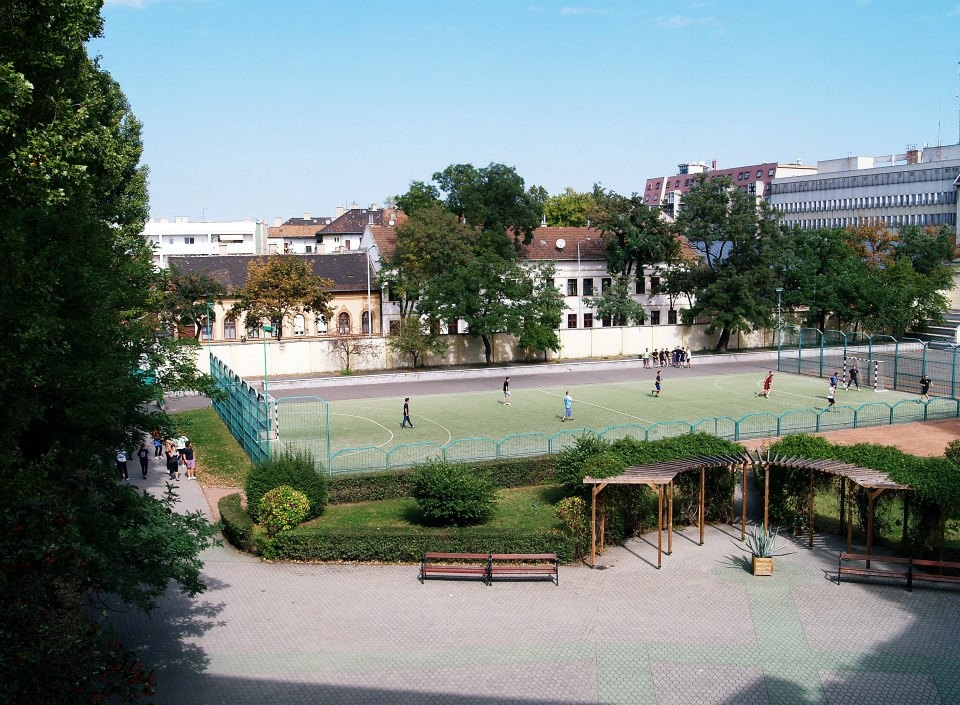
A műfüves focipálya
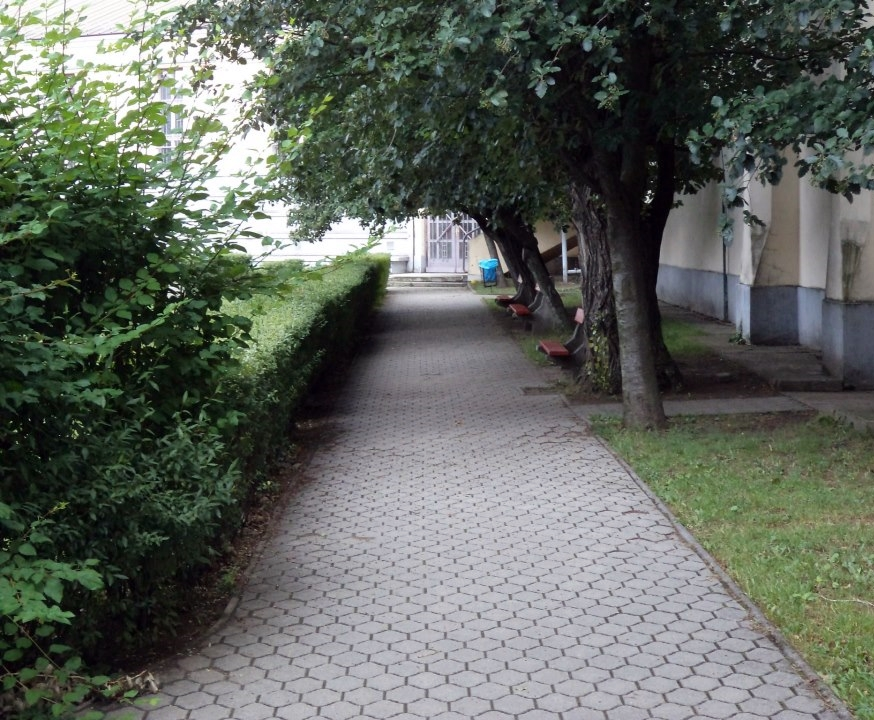
Az udvar egy része
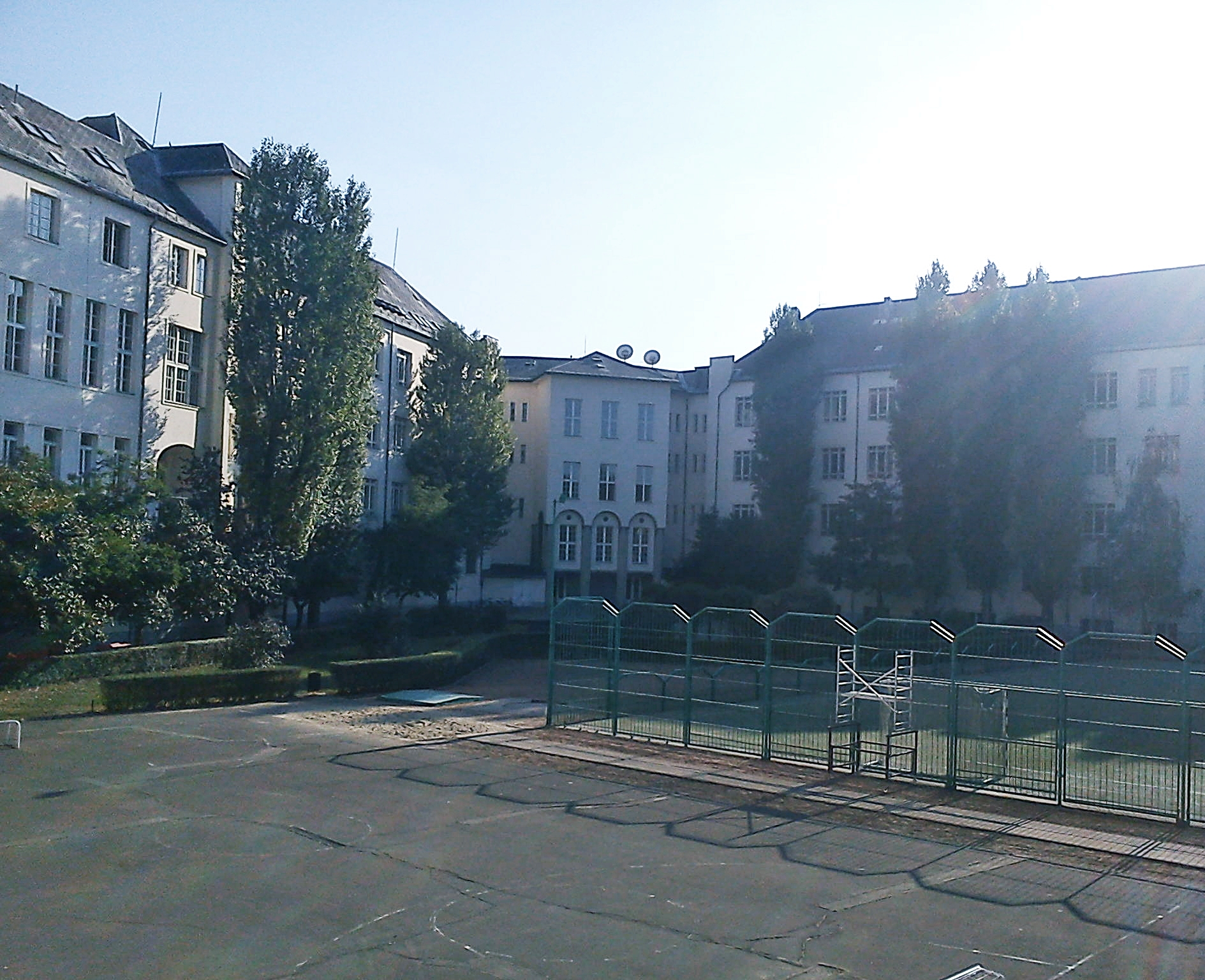
Az udvar egy részlete
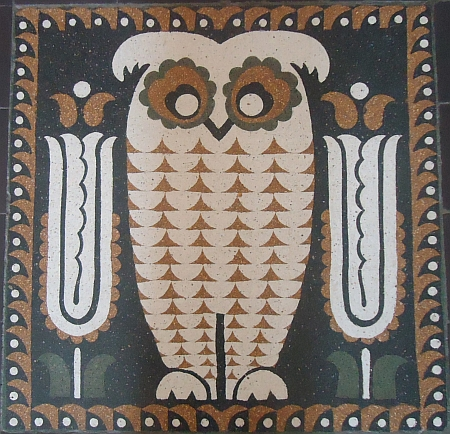
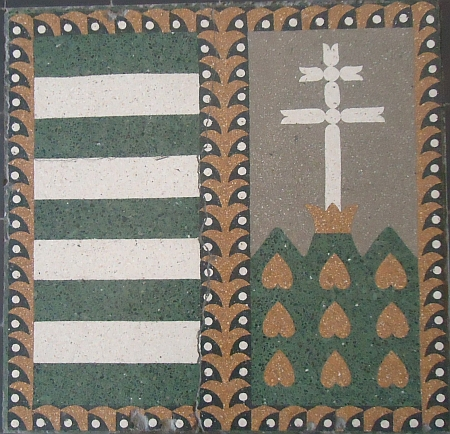
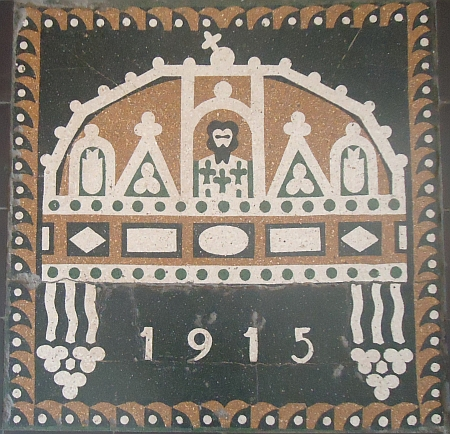
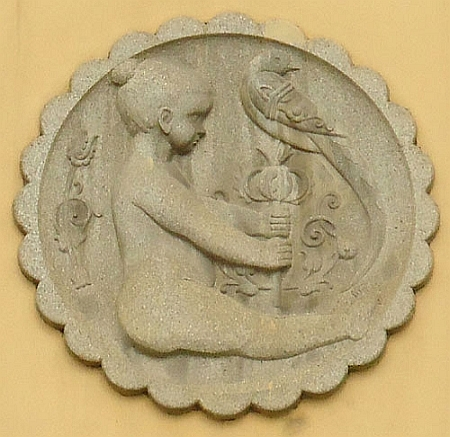
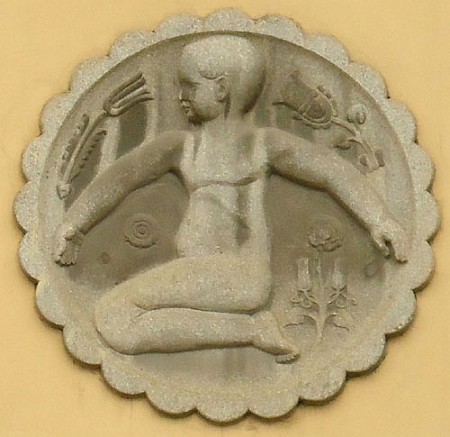
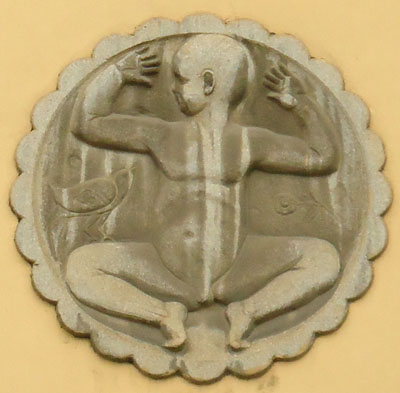